# Saint-Côme-de-Fresné
Saint-Côme-de-Fresné es una comuna francesa situada en el departamento de Calvados, en la región de Normandía.

## Demografía
| 125 | 143 | 147 | 155 | 171 | 224 | 259 |
| Para los censos de 1962 a 1999 la población legal corresponde a la población sin duplicidades (Fuente: INSEE [Consultar]) |     |     |     |     |     |     |